# Giuseppe Mazzoli
Giuseppe Mazzoli (ur. 22 listopada 1886 w Fabriano, zm. 8 grudnia 1945) – włoski duchowny rzymskokatolicki, arcybiskup, delegat apostolski w Bułgarii.

## Biografia
9 lipca 1911 przyjął święcenia prezbiteriatu.
15 grudnia 1934 papież Pius XI mianował go delegatem apostolskim w Bułgarii oraz arcybiskupem tytularnym germańskim. 19 marca 1935 przyjął sakrę biskupią z rąk delegata apostolskiego w Egipcie abpa Gustavo Testy. Współkonsekratorami byli wikariusz apostolski Egiptu Igino Michelangelo Nuti OFM oraz biskup pomocniczy łacińskiego patriarchatu Jerozolimy Franz Fellinger.
Zmarł nagle 8 grudnia 1945. Nowy komunistyczny rząd Bułgarii nie zezwolił na mianowanie kolejnego delegata apostolskiego. Następca abpa Mazzoliego przybył do Bułgarii dopiero w 1991, po upadku komunizmu.